# Première Nation Wolastoqiyik Wahsipekuk
Pour les articles homonymes, voir Viger.
La Première Nation Wolastoqiyik Wahsipekuk, anciennement appelée Première nation malécite de Viger, est une bande d'algonquiens de la Nation Wolastoqiyik du Québec au Canada. En 2016, elle a une population inscrite de 1 183 membres dont la totalité ne vit pas sur une réserve autochtone. Elle possède deux réserves inhabitées, Cacouna 22 et Kataskomiq, et est basée à Cacouna dans le Bas-Saint-Laurent.
Les Wolastoqiyik vivant au Québec parlent en majorité français, mais plusieurs parlent anglais. La langue malécite-passamaquoddy est encore parlée par certains locuteurs du Maine et du Nouveau-Brunswick.

## Démographie
Les membres de Viger sont des Wolastoqiyik. En octobre 2016, la Première Nation avait une population inscrite totale de 1 203 membres qui vivaient hors réserve.

## Géographie
La bande de Viger possède deux réserves : Cacouna 22 et Kataskomiq, toutes deux situées au Bas-Saint-Laurent au Québec. La ville importante située le plus près de la Première Nation est Rivière-Du-Loup.

## Gouvernement
En plus du conseil de bande, la Première Nation Wolastoqiyik Wahsipekuk a un conseil des sages composé d'aînés qui a pour rôle d'examiner les décisions politiques qui pourraient influencer les coutumes de la nation. Il sert aussi d'arbitre et de médiateur ainsi que de conseiller pour les dirigeants de la bande.
La Première Nation est gouvernée officiellement par le conseil de bande élu selon un système électoral selon coutume basé sur la section 10 de la Loi sur les indiens[pas clair].
Pour le mandat de 2016 à 2020, ce conseil est composé du grand chef Jacques Tremblay et de quatre conseillers,.

## Histoire
En 1891, le gouvernement acheta une parcelle de terre à Cacouna pour créer la réserve de Cacouna 22, la plus petite réserve indienne du pays. Quelques habitations y furent construites, mais elle était trop petite pour qu'un grand nombre de Malécites puissent s'y établir. Le dernier habitant de la réserve fut le chef Jacques Launière qui mourut dans les années 1970.
La Première Nation malécite de Viger fut reconnue par le gouvernement du Québec en 1989.

## Pêche
Au début du XXIe siècle, les Wolastoqey du Québec se sont lancés dans des activités de pêche commerciale.
En 2000, le gouvernement fédéral leur a accordé un permis de pêche au crabe des neiges et à la crevette nordique.
Puis, en 2006, ils ont obtenu un permis exploratoire pour pêcher l'oursin vert et en 2012, deux permis pour pêcher le poisson de fond et trois permis pour le buccin.
En 2009, un comité a été formé pour gérer les pêches commerciales : le Comité de gestion de l'entreprise de pêche commerciale (EPC).
À l'heure actuelle, plus de 50% des membres d'équipage de la flotte sont des autochtones de la Première nation Wolastoqiyik.
Le développement des pêcheries Wolastoqiyik contribue à la croissance commerciale des régions du Bas-Saint-Laurent et de la Gaspésie.
Le 30 août 2019, un accord de pêche durable a été signé à Cacouna entre le gouvernement fédéral et la Première Nation pour une durée de dix ans, éventuellement renouvelable pour trois mandats de cinq ans. « L'accord de pêche à long terme conclu aujourd'hui établit un équilibre entre les droits et les intérêts des Premières Nations et de l'ensemble de la communauté des pêcheurs du Québec. La Première Nation Malécite de Viger a démontré son engagement à accroître et à diversifier sa participation à la pêche commerciale » a indiqué par communiqué de presse le ministre des Pêches, des Océans et de la Garde côtière canadienne qui s'était déplacé à cette occasion.

## Culture

### La maison Denis-Launière

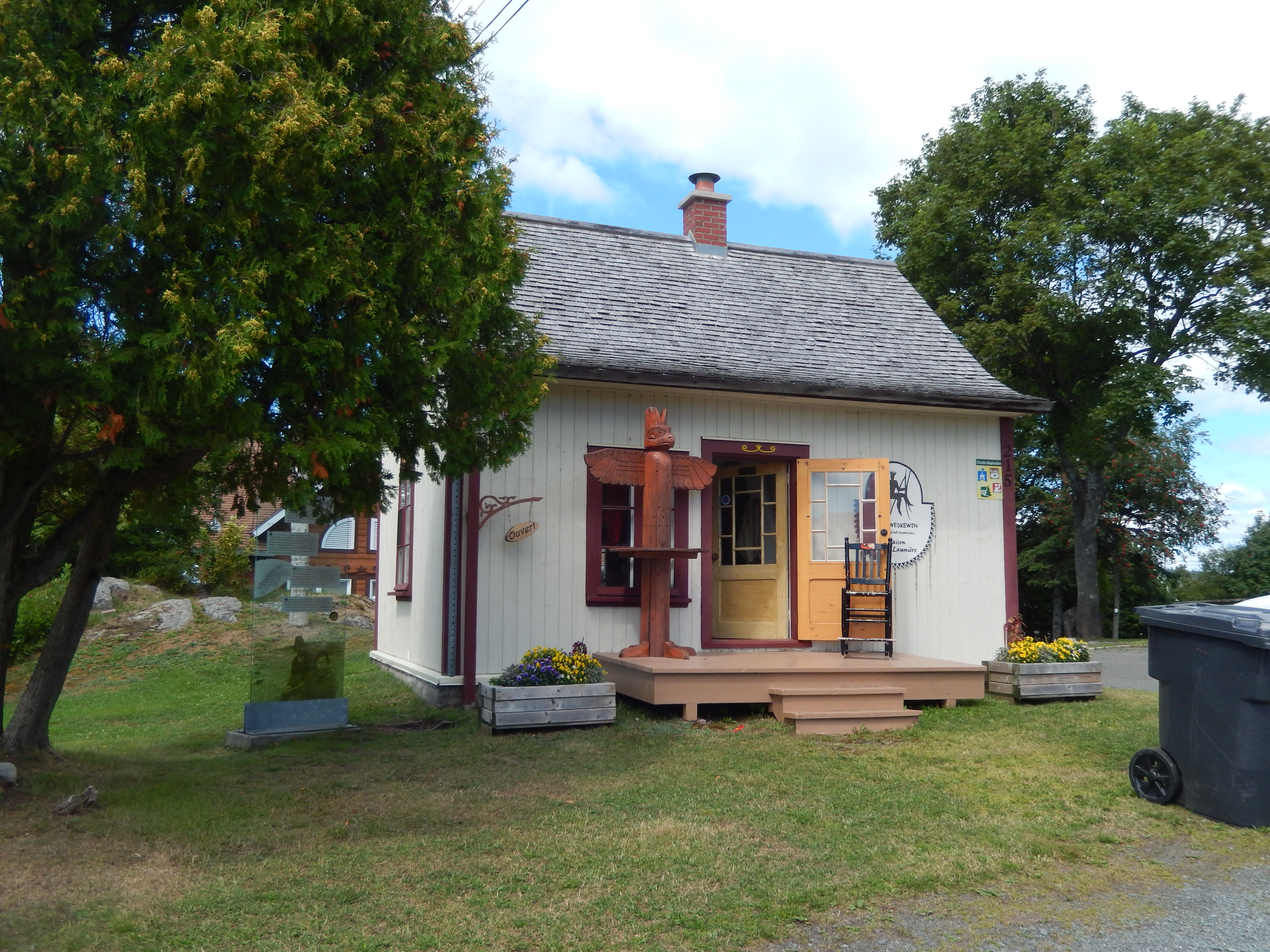
Maison Denis-Launière à Cacouna 22 (2017).

Cette maison, qui fut celle du dernier chef de Viger et habitant de la réserve Cacouna 22, Denis Launière, a été transformée en 2000 en centre d'interprétation de la culture malécite. Une boutique d'artisanat a été installée dans l'ancienne remise qui jouxte la maison.
Cette maison revêt un aspect symbolique fort pour la Première Nation.

### Projet au port de Gros-Cacouna
Depuis 2017, les Wolastoqiyik de Viger ont pour ambition de créer sur des terrains sous-utilisés du port de Gros-Cacouna, un centre d'interprétation dédié à la présence et la culture malécites dans la Pointe de Cacouna. La propriété de ce port sera transférée en effet du gouvernement fédéral au gouvernement provincial le 30 mars 2020 et fera l'objet d'un projet de développement qui comprendrait notamment une marina et un centre de recherche et d'expertise sur les mammifères marins.

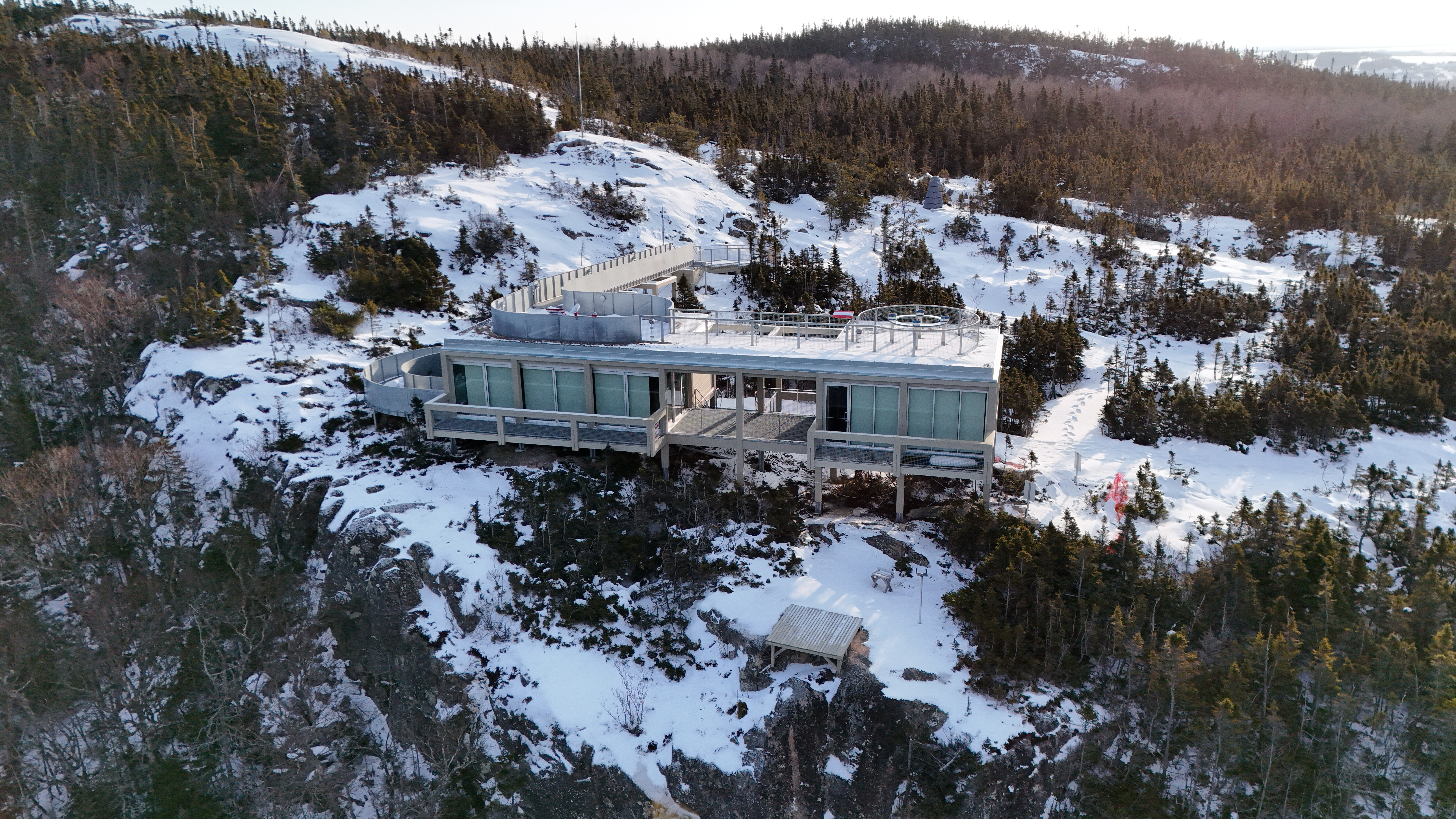
Centre d'observation des bélugas de la Première Nation Wolastoqiyik Wahsipekuk au port de Gros-Cacouna

En octobre 2023, la Première Nation Wolastoqiyik Wahsipekuk a inauguré un site terrestre d'observation des bélugas appelé Putep't-awt, ce qui signifie « Sentier du béluga » en wolastoqey. Ce site, situé sur la montagne sacrée de Gros-Cacouna, offre une vue imprenable sur l'estuaire du Saint-Laurent, un habitat essentiel pour les bélugas. Le site, unique au Québec, vise à promouvoir un maillage entre la science, la protection des mammifères marins, l'éducation et la culture wolastoqey.
Ce projet représente un investissement total de 3,8 millions de dollars, incluant des contributions significatives de Tourisme Québec, Développement économique Canada et du Secrétariat aux relations avec les Premières Nations et les Inuits. La PNWW elle-même a investi près de 650 000 $ dans ce projet, qui a également bénéficié de collaborations avec le Groupe de recherche et d'éducation sur les mammifères marins (GREMM) et le Réseau d'observation des mammifères marins (ROMM). Une terrasse d'observation, un parcours éducatif numérique, et des infrastructures accessibles ont été intégrés dans un souci de durabilité et d'inclusivité,.
Le site est conçu pour minimiser l'impact environnemental, avec des installations alimentées par une fleur solaire. Il s'inscrit dans la première phase d'un projet plus vaste visant à développer un parc public et un centre culturel à proximité. Le projet met également l'accent sur des activités interactives, telles que des observations par télescope et hydrophones, ainsi que des parcours d'interprétation numérique pour enrichir l'expérience des visiteurs.
Accessible depuis le Site ornithologique du marais de Gros-Cacouna, Putep't-awt a été ouvert au public en juin 2024. 

### Territoire de Parke
En juin 2023, une entente de cogestion du territoire de Parke d'une durée de 5 ans est conclue entre le gouvernement du Québec et la PNWW,,. L'objectif est de permettre aux membres de la PNWW de pratiquer des activités traditionnelles, culturelles et de conservation sur ce territoire ancestral.
Depuis l'automne 2023, une chasse communautaire encadrée est autorisée sur le territoire. En 2024, la PNWW limite volontairement les prélèvements à quinze orignaux et sept chevreuils dans le cadre de ce projet pilote impliquant une dizaine de chasseurs. Les activités sont supervisées par un comité de mise en œuvre composé de représentants de la nation et du gouvernement.